# جاك نورتن
جاك نورتن (بالإنجليزية: Jack Norton)‏ هو موسيقي أمريكي، ولد في 15 مارس 1980.